# 時空奇兵
《時空奇兵》（英語：Highlander II: The Quickening）是一部1991年科幻电影，由拉塞尔·马尔卡希執導，為《挑戰者系列》的第二部電影作品，也是1986年電影《時空英豪》的續集。本片的主演包含克里斯多弗·藍伯特、维吉妮娅·马德森、Michael Ironside與肖恩·康纳利。

## 演員
- 克里斯多弗·藍伯特飾演Connor MacLeod
- 肖恩·康纳利飾演Juan Sánchez-Villalobos Ramírez
- 维吉妮娅·马德森飾演Louise Marcus
- Michael Ironside飾演General Katana
- Allan Rich（英语：Allan Rich）飾演Allan Neyman
- 約翰·C·麥金利飾演David Blake
- Philipp Brock飾演Cabbie
- Rusty Schwimmer（英语：Rusty Schwimmer）飾演Drunk
- Ed Trucco（英语：Ed Trucco）飾演Jimmy
- Steven Grives飾演哈姆雷特
- Jimmy Murray飾演Horatio（英语：Horatio (character)）
- Pete Antico飾演Corda
- Peter Bucossi飾演Reno

## 評價
《時空奇兵》收穫的影評以負面為主。爛番茄根據24篇影評給出0%的「新鮮度」，平均打分為2.7分（滿分10分）。Metacritic收集14篇影評，給出加權平均數31，代表「負面評論為主」。

## 外部連結
- Box Office Mojo上《時空奇兵》的資料（英文）
- 互联网电影数据库（IMDb）上《時空奇兵》的资料（英文）